# Wageningse Studenten Organisatie
De Wageningse Studenten Organisatie (WSO) was een studentenvakbond die opkwam voor democratisering van het onderwijs en de belangen van studenten die wonen en/of studeren in Wageningen. Ze is opgericht op 11 oktober 1965 en werd opgeheven in 2011.

## Doel
De WSO zette zich onder meer in voor het verbeteren van de huisvestingssituatie voor studenten in Wageningen. Daarnaast trad zij op als gesprekspartner namens de studenten voor de Universiteit. De WSO had meerdere werkgroepen. Zo had zij een onderwijscommissie die zich bezighoudt met het onderwijsbeleid. Daarnaast had zij een Juridisch Steunpunt, waar studenten terechtkunnen met vragen over onderwijs, studie en openbaar vervoer. Een groot strijdpunt binnen de WSO was vanaf 1965 de steeds terugkerende discussie of de organisatie zich nu moest bezig houden met politiek, of vooral met studentenbelangen.In de jaren 70 schreef de WSO de zogeheten 'scholingsmappen' waarmee nieuwe leden en studentenactivisten werden opgeleid tot volwaardig 'kaderlid'. In de jaren 70 sloeg de opvatting door in het voordeel van het eerste en de relatie tot landelijke politieke partijen zoals de CPN was in deze periode vrij innig. Met het uiteenvallen van de eensgezindheid in de linkse beweging in de jaren 80 kalfde die relatie steeds meer af en lukte het steeds moeilijker de organisatie intern vorm te geven met vrijwilligers. Vanaf 1996 was de WSO verbonden aan de Landelijke Studentenvakbond (LSVb). Op dat moment had de WSO veel ervaring in actievoeren en bezettingen tegen onder andere de verhoging van het collegegeld, de MUB (Modernisering universitaire bestuursorganisatie). Daar wilde de LSVB graag gebruik van maken.
De WSO en de Progessieve Studenten Fraktie (PSF) hadden een gezamenlijk milieuplatform, het Wageningen Environmental Platform (WEP). De werkgroep ondersteunt de universiteit in het streven naar een duurzame organisatie. WEP is aangesloten bij de overkoepelende organisatie voor lokale milieuplatformen MORGEN.

## Villa Arion
De WSO was (vrijwel?) haar hele bestaan gehuisvest in statige Villa Arion aan de Niemeyerstraat Wageningen, een pand dat door de Wageningen Universiteit voor dit doel ter beschikking werd gesteld en dat de WSO deelde met andere organisaties als 'De Kamerbalie', de Progressieve Studenten Fractie en de Commissie Algemene Introductie Dagen. Wie WSO zegt, zegt al met al Arion en de villa vervulde een onmisbare rol bij alle activiteiten en alle protestacties die de WSO in haar 46 jaar organiseerde. Na de opheffing van de WSO werd de villa in 2012 door de Wageningen Universiteit verkocht.

## De Wageningse Lente
De WSO was ook de organisatie die vanuit actiecentrum Arion (zie hierboven)de bezetting van het hoofdgebouw van de Landbouwhogeschool coördineerde van 5 tot 22 maart 1980. Deze studentenactie was gericht op de vermaatschappelijking en democratisering van het wetenschappelijk onderwijs. De bezetting zou bekend worden onder de naam 'Wageningse Lente', tot grote ergernis van het bestuur van de hogeschool, die hierin een verwijzing zag naar de bloedig neergeslagen Praagse Lente. De actie eindigde in een vreedzame ontruiming van het hoofdgebouw aan het Salverdaplein door de Mobiele Eenheid.
Voor velen geldt de Wageningse Lente nog altijd als de grootste en meest betekenisvolle studentenactie in de geschiedenis van de Wageningen Universiteit en een evenknie van de Maagdenhuisbezetting in Amsterdam. Toenmalig actieleider en WSO bestuurslid Monica Commandeur is het hier echter niet mee eens (2018). Democratisering was weliswaar bij beide bezettingen een doel, maar Wageningen was in 1980 haar tijd ver vooruit met het streven naar project- of probleemgericht onderwijs met het doel wetenschappers op te leiden om maatschappelijk relevanter onderzoek uit te voeren. Van de 70 tijdens de Wageningse Lente voorgestelde projecten werden er na de acties 50 uitgevoerd, wat Commandeur bestempelt als het grote succes van de bezetting. Ideeën over deze vorm van vermaatschappelijking kwamen bij andere universiteiten pas jaren later aan bod. Omdat er op andere punten geen consensus werd bereikt onder de actievoerders in het hoofdgebouw, duurde de bezetting voort tot het moment dat de ME uiteindelijk op 22 maart voor de deur stond.

## Opheffing
Op 15 augustus 2011 werd de WSO na 46 jaar opgeheven, nadat het al langere tijd - zeker vanaf medio jaren 90 - steeds moeilijker was gebleken om bestuursleden voor de organisatie te vinden.